# Kustarny
Kustarny (biał. Кустарны; ros. Кустарный, Kustarnyj) – osiedle na Białorusi, w obwodzie homelskim, w rejonie homelskim, w sielsowiecie Cierucha.